# Avenida San Martín (Caracas)
Avenida San Martín es el nombre que recibe una vía de transporte carretero, localizada en el Municipio Libertador, al oeste del Distrito Metropolitano de Caracas, y al centro norte del país sudamericano de Venezuela. Posee esa denominación en honor del General José de San Martín, uno de los próceres de la independencia en la América Hispana.

## Descripción
Se trata de una arteria vial que comunica la Avenida Sucre con la Avenida Uslar, la Avenida Comercio y la Avenida O'Higgins. En su recorrido también está vinculada con la Avenida Rotaria, Avenida La Paz, Avenida Morán, Calle La Quebradita, Calle Anauco, Calle Agrosa, Avenida Washington, Avenida Simón Bolívar, Avenida Santander, Calle Bernardo Slimak, Calle El Matadero, calle circunvalación, Avenida José Ángel Lamas, Calle Real del Guarataro, Calle Jesús, Avenida Lecuna, Calle Peniche, Calle La Amargura, entre otras.
Destacan en sus alrededores: la Plaza O´Leary, la estación Capuchinos de la Línea 2 del Metro de Caracas, la Iglesia de Nuestra Señora de Lourdes, la Plaza Italia, la Maternidad Concepción Palacios, la Autopista Norte Sur, la Autopista Caracas-La Guaira, el Centro Comercial San Martín, la estación Artigas de la Línea 2, el Conjunto Residencial Las Américas, la Imprenta Municipal de Caracas, el Teatro San Martín, el Bloque Editorial DeArmas, la Plaza Artigas, entre otros puntos de interés.

## Galería

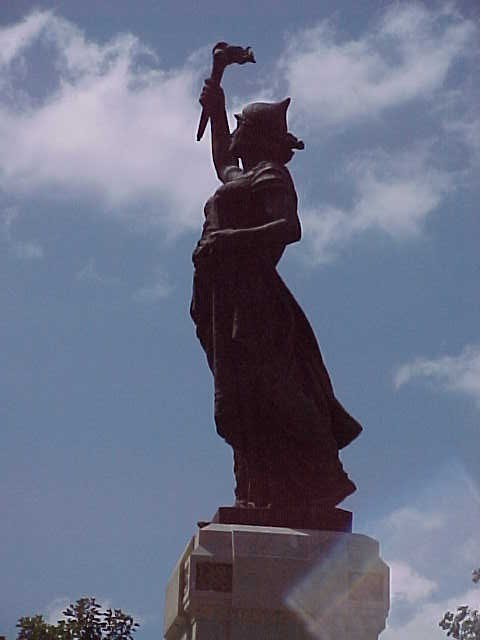
Monumento en la Plaza Italia, frente a la Avenida
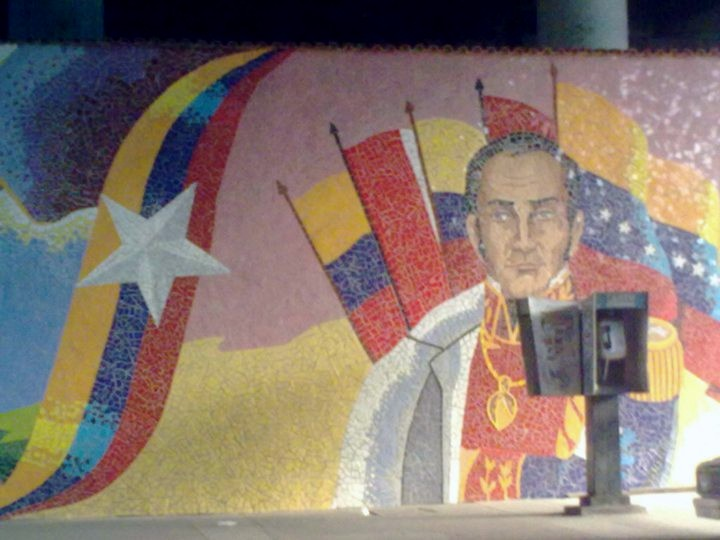
Mural ubicado en la Avenida.
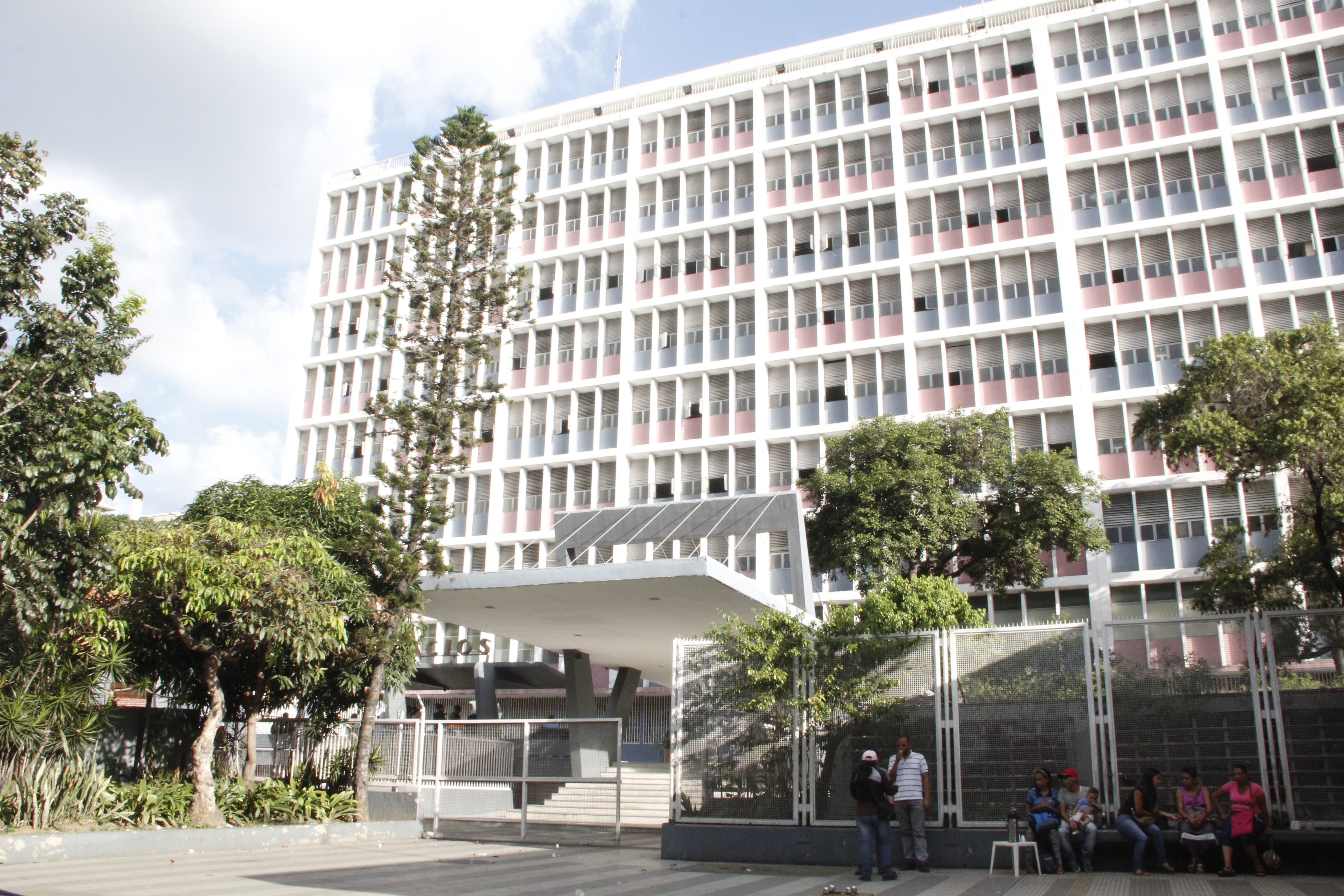
Maternidad Concepción Palacios, frente a la Avenida.
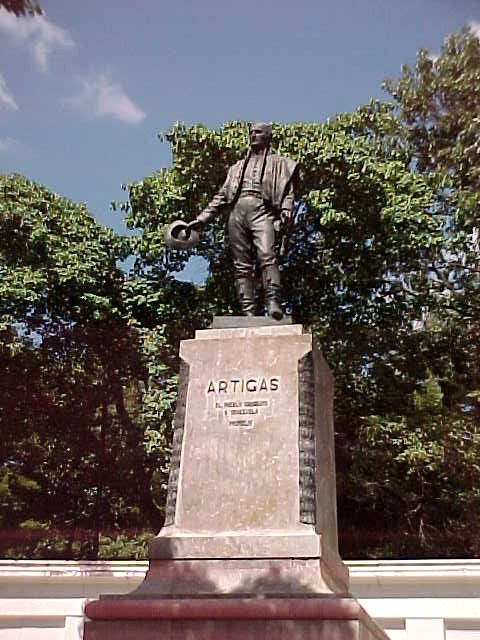
Plaza Artigas, frente a la Avenida.